# Acacia gilbertii
Acacia gilbertii é uma espécie de leguminosa do gênero Acacia, pertencente à família Fabaceae.